# Susan Arnold
Susan Arnold (Pittsburgh, 1954) é uma empresária americana dos Estados Unidos.

## Vida
Susan Arnold se formou na Universidade da Pensilvânia, com o diploma de Bachelor of Arts, e na Universidade de Pittsburg com o diploma de Master of Business Administration.
Ela é membra do Conselho de Administração da The Walt Disney Company. Ela foi uma diretora da empresa desde 2007, e em 2004 ela se tornou uma vice-presidente da Procter & Gamble. Ela se juntou a Procter & Gamble em 1980 e trabalhou nas posições de administração e marketing antes de se tornar a gerente de negócios da empresa de cosméticos Procter & Gamble no Canadá em 1990. Em 1999, ela assumiu a responsabilidade global para os negócios da Procter & Gamble com a beleza pessoal, tornando-se assim a primeira mulher a chegar a um nível de presidente na empresa. Ela se demitiu da Procter & Gamble em 9 de março de 2009. Segundo a Forbes, Susan Arnold iniciou-se como assistente de marca no Dawn Ivory Snow Group.
Desde 2002, ela foi listada como uma das cinquenta mulheres mais poderosas dos negócios, na lista chamada de 50 Most Powerful Women in Business da Fortune Magazine em Negócios, em 2004, e 2005 ela foi listada na lista 50 Women to Watch do Wall Street Journal e também estava na lista The World's 100 Most Powerful Women da Forbes. Ela está no comitê executivo da Catalyst,  uma organização sem fins lucrativos, trabalhando para o avanço das mulheres nos negócios.
Ela é abertamente lésbica.